# Charles Furey
Charles J. Furey (1828 – 28 de noviembre de 1882) fue un destacado político de Terranova de mediados del siglo XIX. Es más conocido como miembro de Harbour Main en la Cámara de la Asamblea de Terranova y Labrador, donde ocupó un escaño durante dos períodos no consecutivos. Furey, miembro del Partido Liberal, ocupó el cargo entre 1859 y 1861 y, luego, entre 1865 y 1867, y demostró ser un destacado contribuyente al dinámico y, a veces, turbulento entorno político de la región.
Furey nació en Harbour Main, una pequeña pero históricamente importante comunidad situada en Terranova. Su carrera política estuvo llena de incidentes, tanto de éxito como de controversia. Uno de los acontecimientos más dramáticos ocurrió durante las elecciones de 1861 en el distrito de Harbour Main. El día de las elecciones, la rivalidad entre los grupos que apoyaban a Furey y los que apoyaban a su oponente, George James Hogsett, se volvió tan tensa que derivó en violencia. Se produjeron disparos en los colegios electorales, lo que provocó una indignación generalizada y ensombreció la validez de los resultados electorales. Tras las elecciones, se generó aún más controversia cuando Furey y Hogsett intentaron ocupar sus escaños en la asamblea, pero fueron expulsados a la fuerza, lo que puso aún más en evidencia la naturaleza volátil del entorno político de Terranova en ese momento.